# Glaux
Glaux es un género de   arbustos pertenecientes a la familia Primulaceae.

## Descripción
Crece en los hábitats costeros, tanto en el terreno húmedo y el agua, y es nativa de Europa y América del Norte.  Se diferencia de los demás géneros de la familia en tener flores  apétalas con un cáliz petaloide. 

## Taxonomía
El género fue descrito por Carlos Linneo y publicado en Species Plantarum 1: 207. 1753. La especie tipo es: Glaux maritima L. 

## Especies
- Glaux atacamensis
- Glaux densiflora
- Glaux mucronata